# Centraalsluiter

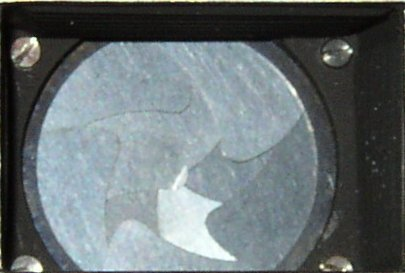
Centraalsluiter

Een centraalsluiter is een sluiter in een fotocamera die het negatief laat belichten door zich van vanuit het centrum naar buiten toe te openen en na de belichting in omgekeerde richting weer te sluiten. Een sluiter zorgt voor de belichtingstijd van de film.
De ringvormige opening van de centraalsluiter kan groter dan wel kleiner worden gemaakt door lamellen die over elkaar heen schuiven. Naarmate er meer lamellen worden gebruikt om de opening te creëren, zal de opening steeds dichter de ideale cirkelvorm benaderen. Behalve dat de centraalsluiter zorgdraagt voor de belichting, neemt hij over het algemeen ook gelijktijdig de functie van het diafragma waar. Dit gaat eenvoudig door de maximale opening van de centraalsluiter overeen te laten komen met de diafragmaopening die is ingesteld.
De centraalsluiter lijkt erg op de iris van het oog. De iris (het gekleurde deel van het oog) bestaat uit spiertjes die de pupil groot en klein kunnen maken.

## Werking
Een centraalsluiter onderscheidt zich van de spleetsluiter doordat deze meestal in het objectief is ingebouwd, dus tussen de lenselementen, terwijl de spleetsluiter over het algemeen achter het objectief - vlak voor de film - zit. In elk objectief zit dus een (duur) mechanisme ingebouwd, wat een dergelijk objectief vaak iets duurder maakt dan vergelijkbare objectieven die gemaakt zijn voor spleetsluitercamera's.
Een tweede nadeel van de centraalsluiter is dat er minder snelle sluitertijden mee te behalen zijn dan met een spleetsluiter. Vooral bij onderwerpen met veel beweging (sport) is dit een eigenschap die van belang is.
De centraalsluiter kent echter ook een aantal voordelen. Een belangrijk voordeel is dat er minder vertekening optreedt dan bij een spleetsluiter. Een van de oorzaken is dat de sluiter in het optisch ideale punt in het objectief kan worden ingebouwd. Bij een spleetsluiter kan dat niet, want die bevindt zich altijd achter het objectief en vaak is dat vanuit optisch oogpunt gezien niet helemaal ideaal. 
Een tweede oorzaak waardoor er minder vertekening optreedt, heeft te maken met de manier (beweging) waarop de sluiter ervoor zorgt dat de film wordt belicht:
In de meeste camera's is er sprake van een opnameformaat dat breder is dan hoog. In die gevallen zal een horizontaal aflopende spleetsluiter meer tijd nodig hebben om de belichting te voltooien dan een verticaal aflopende. Het gaat meestal om twee 'gordijnen' die vlak na elkaar vertrekken: het eerste gordijn maakt een opening waardoor het licht op de film kan vallen en het tweede gordijn wordt weer dichtgetrokken om de belichting te stoppen. Deze 'spleet' trekt als het ware van boven naar beneden of van rechts naar links over het filmvlak. De film wordt dus niet over de gehele oppervlakte op hetzelfde moment belicht. Vooral bij snelbewegende voorwerpen kan er daardoor vertekening optreden. Een wiel van een racewagen is bijvoorbeeld niet meer rond maar ovaal. Deze vorm van vertekening ontbreekt volledig bij een centraalsluiter.

## Flitssynchronisatie
Een ander nadeel van de opnamespleet van een spleetsluiter is dat er niet geflitst kan worden wanneer de 'spleet' over het filmoppervlak trekt. De tijd die de spleet er over doet om aan de overkant te komen, is veel langer dan de duur van de flits. Dit heeft tot gevolg dat bij een flits slechts een heel smal deel van de film belicht wordt. Daarom kan er bij spleetsluiters alleen geflitst worden wanneer de spleet net zo breed is als het hele opnameformaat. Het eerste gordijn is dan al aan de overkant voordat het tweede gordijn vertrekt en in feite is er dan ook geen sprake meer van een spleet, want de opening staat volledig open. Meestal is deze flitssynchronisatietijd bij middenformaatcamera's hooguit 1/60 seconde, maar bij moderne spiegelreflexcamera's kan deze snelheid hoger liggen. De af te leggen afstand is tenslotte ook kleiner bij kleinbeeld dan bij rolfilm.
Een centraalsluiter heeft geen flitsynchronisatietijd en er kan zonder meer bij iedere beschikbare sluitertijd worden geflitst, wat hem heel flexibel inzetbaar maakt bij combinaties van daglicht met flitslicht. Heel subtiel inflitsen is dan namelijk mogelijk.